# Liste der Monuments historiques in Nancras
Die Liste der Monuments historiques in Nancras führt die Monuments historiques in der französischen Gemeinde Nancras auf.

## Liste der Bauwerke
| Bezeichnung                         | Beschreibung                      | Standort | Kennzeichnung | Schutzstatus | Datum | Bild           |
| ----------------------------------- | --------------------------------- | -------- | ------------- | ------------ | ----- | -------------- |
| Kirche Nativité de la Sainte-Vierge | Erbaut im 14. und 15. Jahrhundert | (Lage)   | PA00104821    | Inscrit      | 1925  | weitere Bilder |

## Liste der Objekte
| Bezeichnung             | Beschreibung                           | Standort                                          | Kennzeichnung | Schutzstatus | Datum | Bild |
| ----------------------- | -------------------------------------- | ------------------------------------------------- | ------------- | ------------ | ----- | ---- |
| Kanzel                  | Holz, 19. Jahrhundert                  | in der Kirche Nativité de la Sainte-Vierge (Lage) | PM17001235    | Inscrit      | 1981  |      |
| Statue Madonna und Kind | Stein, farbig gefasst, 18. Jahrhundert | in der Kirche Nativité de la Sainte-Vierge (Lage) | PM17001234    | Inscrit      | 1981  |      |
| Altarverkleidung        | Holz, um 1800                          | in der Kirche Nativité de la Sainte-Vierge (Lage) | PM17001236    | Inscrit      | 1981  |      |
| Kreuzweg                | Holz, farbig gefasst, 19. Jahrhundert  | in der Kirche Nativité de la Sainte-Vierge (Lage) | PM17001236    | Inscrit      | 1981  |      |